# Conacul Kornis din Mănăstireni
Conacul Kornis din Mănăstireni este un monument istoric aflat pe teritoriul satului Mănăstireni, comuna Mănăstireni, județul Cluj, cod LMI CJ-II-m-B-07705.

## Istoric
A fost construit în secolul al XIX-lea. A aparținut familiei nobiliare Kornis. 

## Imagini

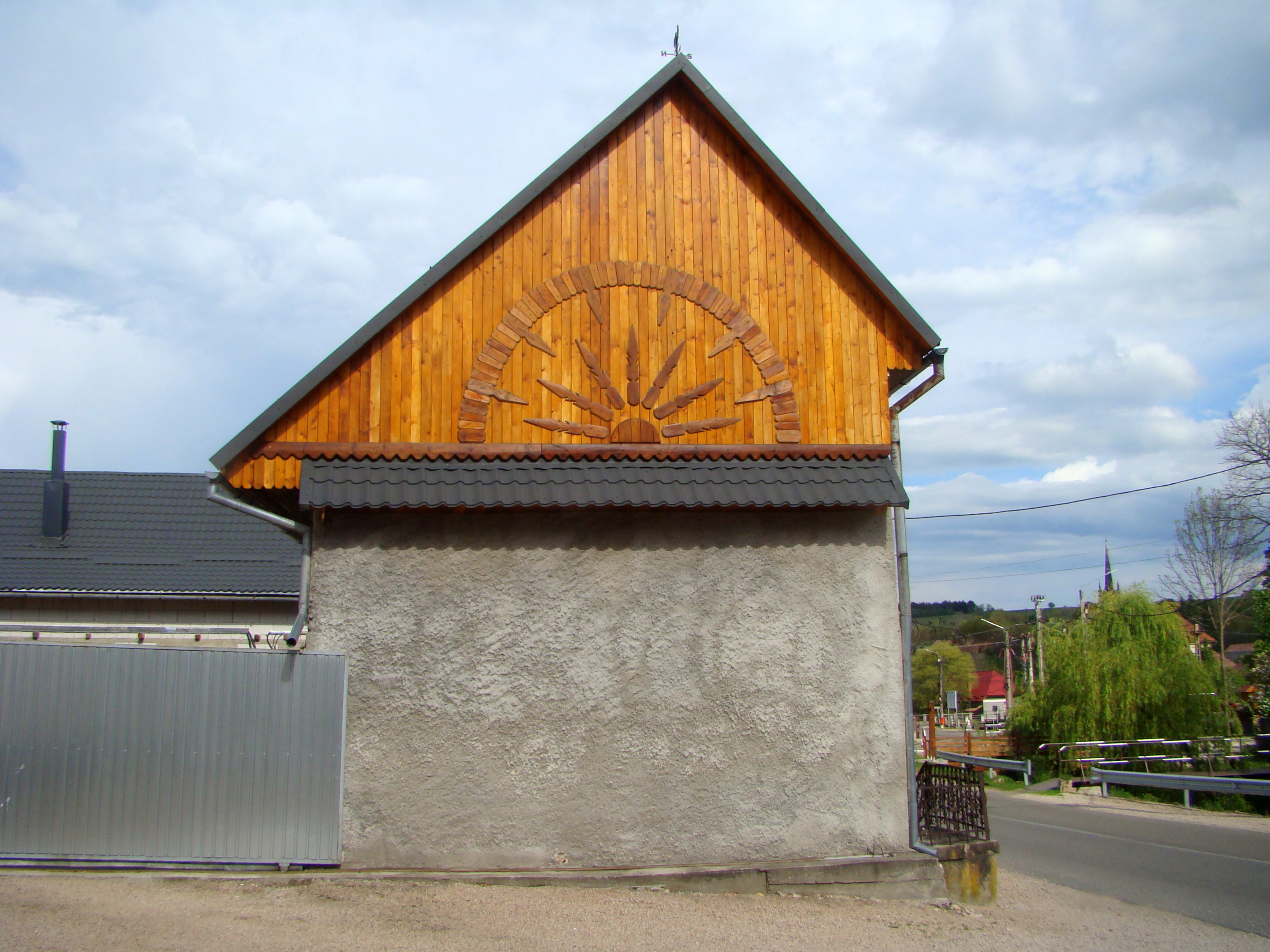
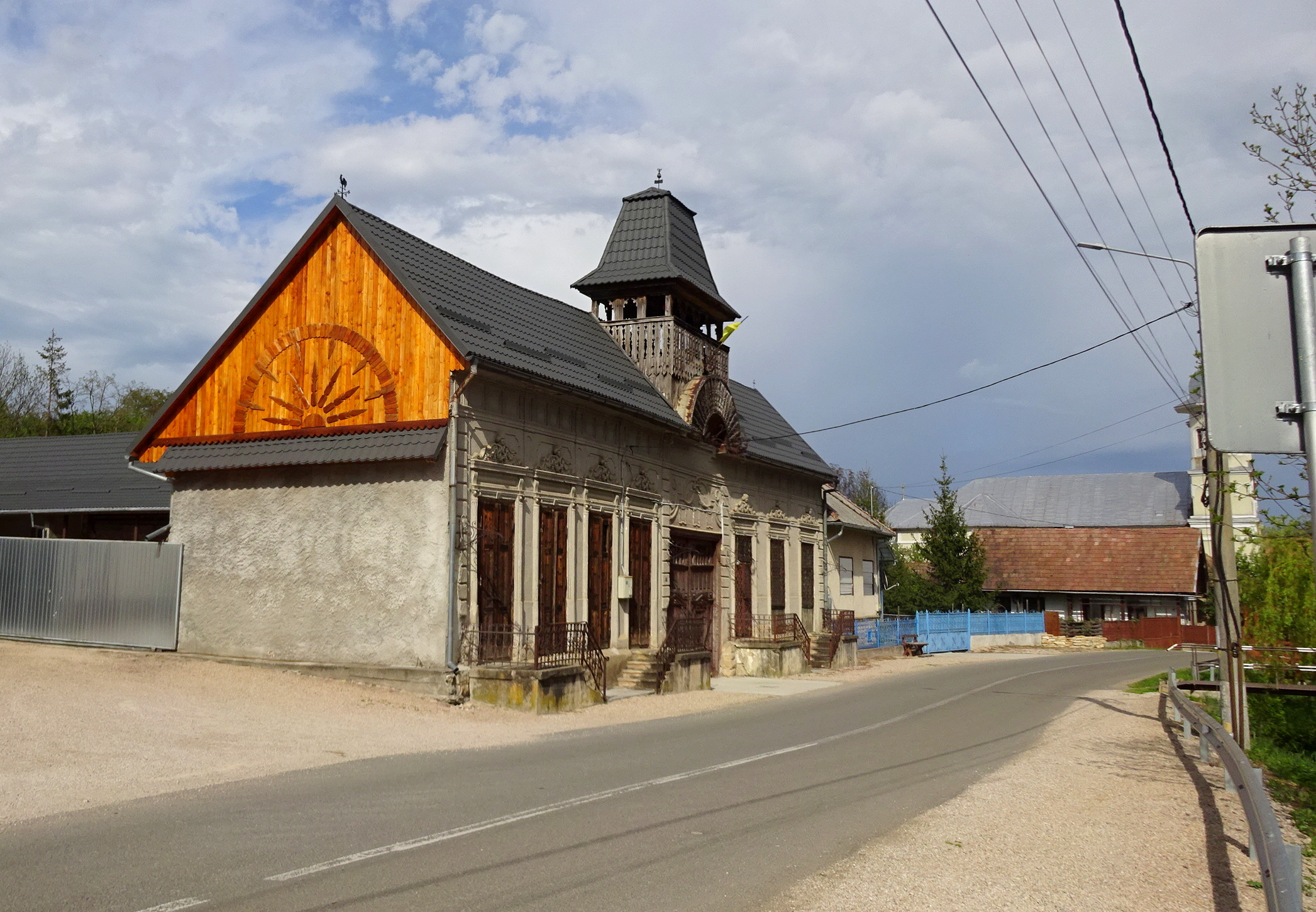
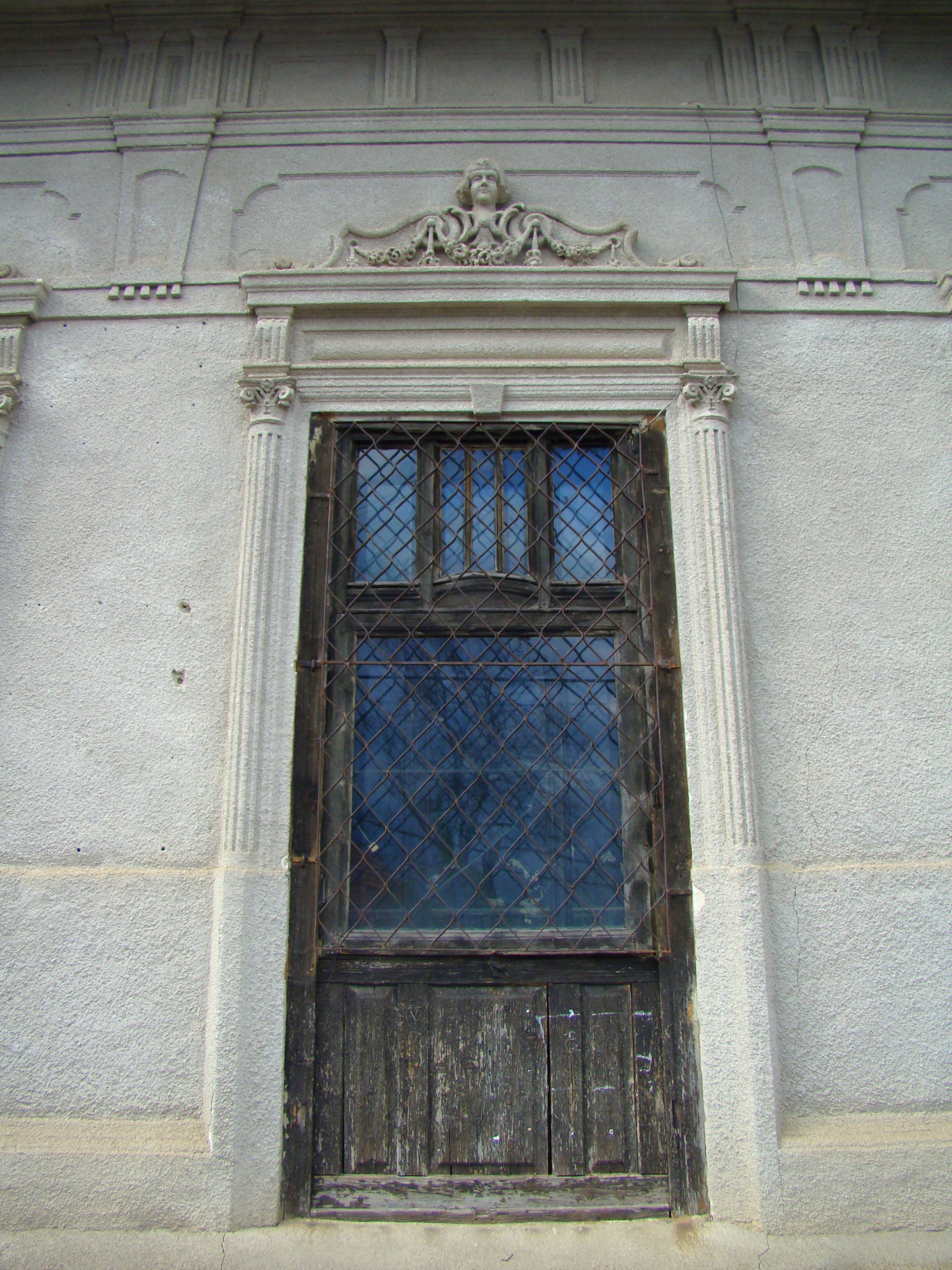
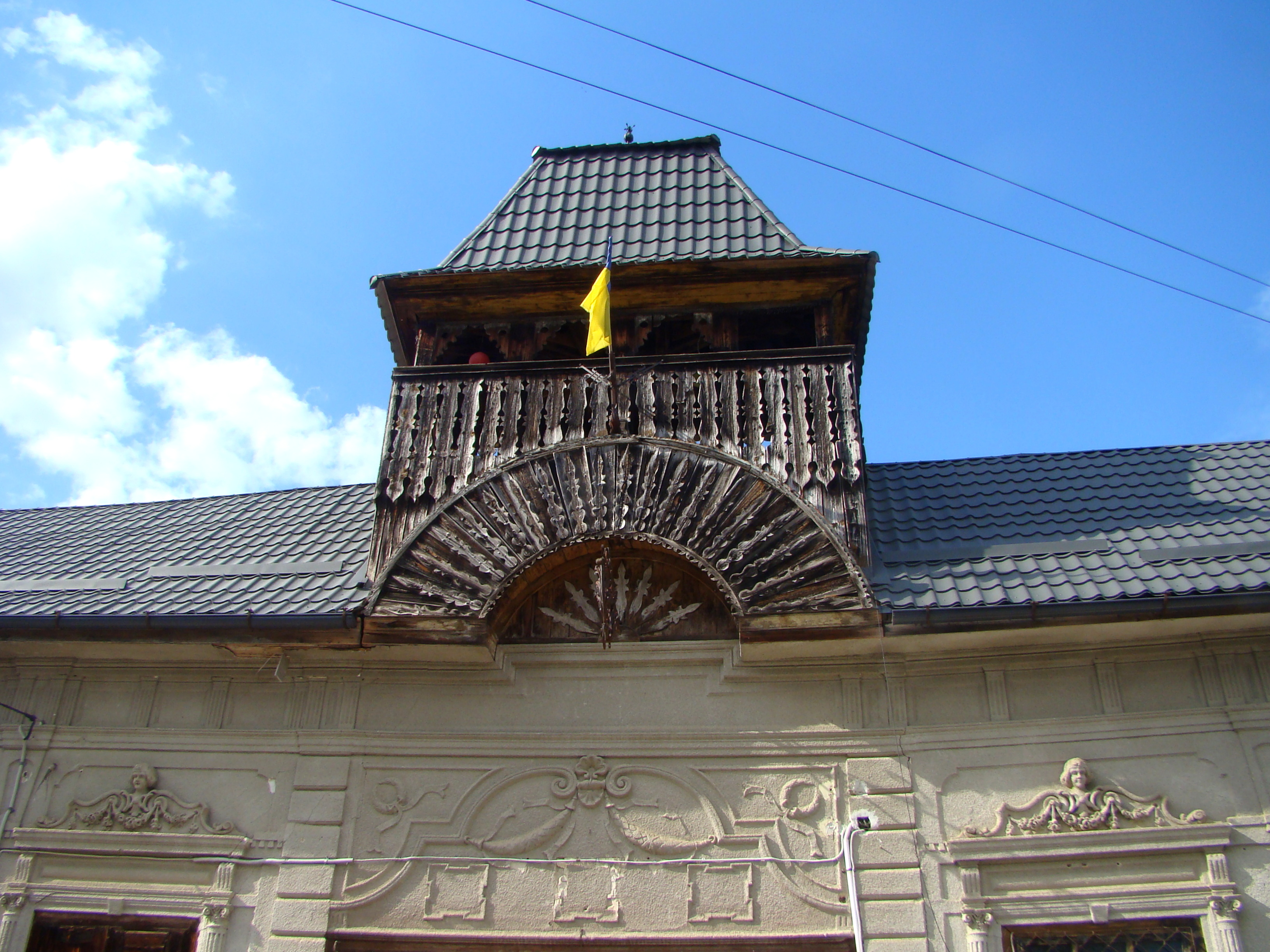
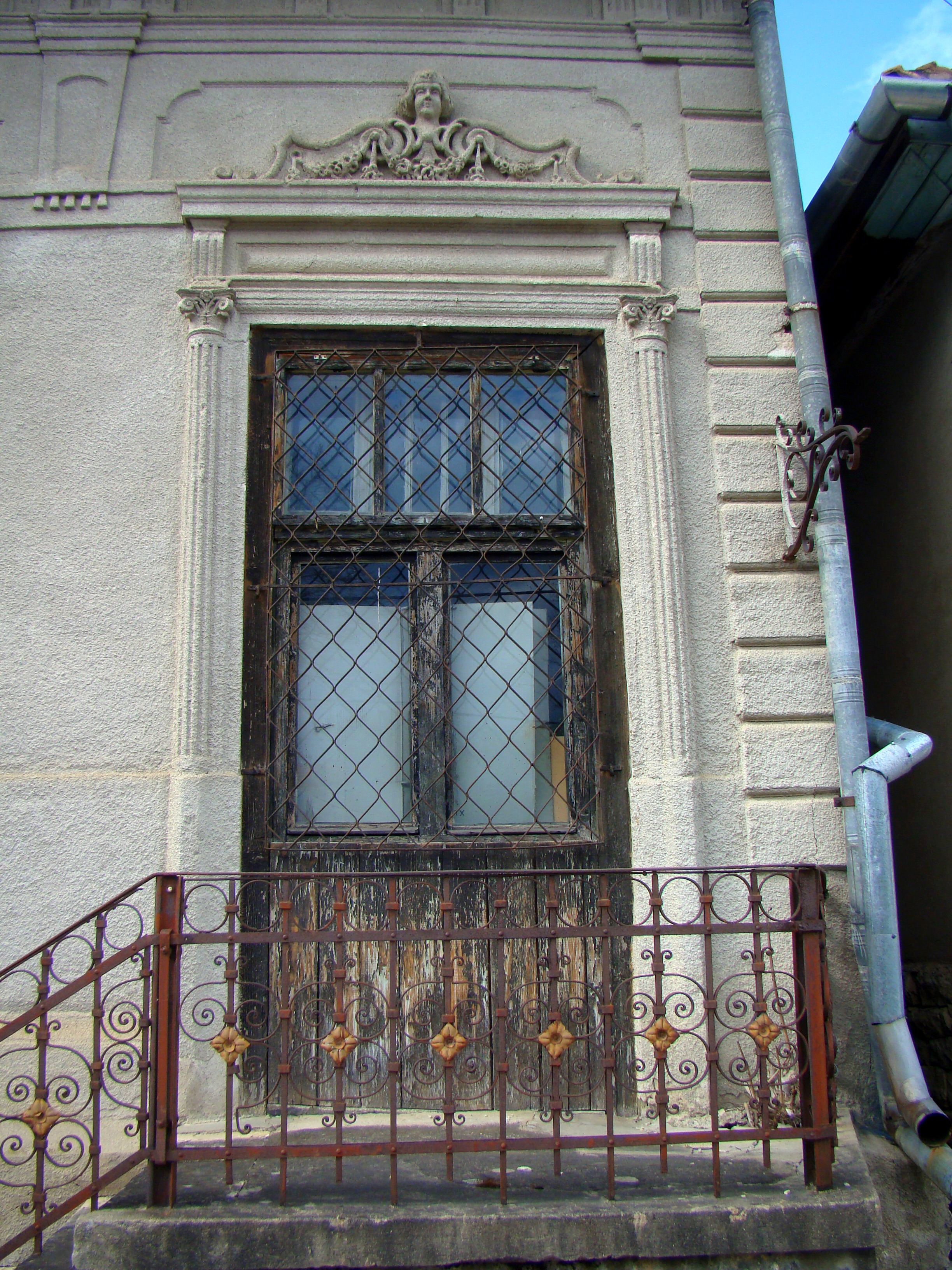
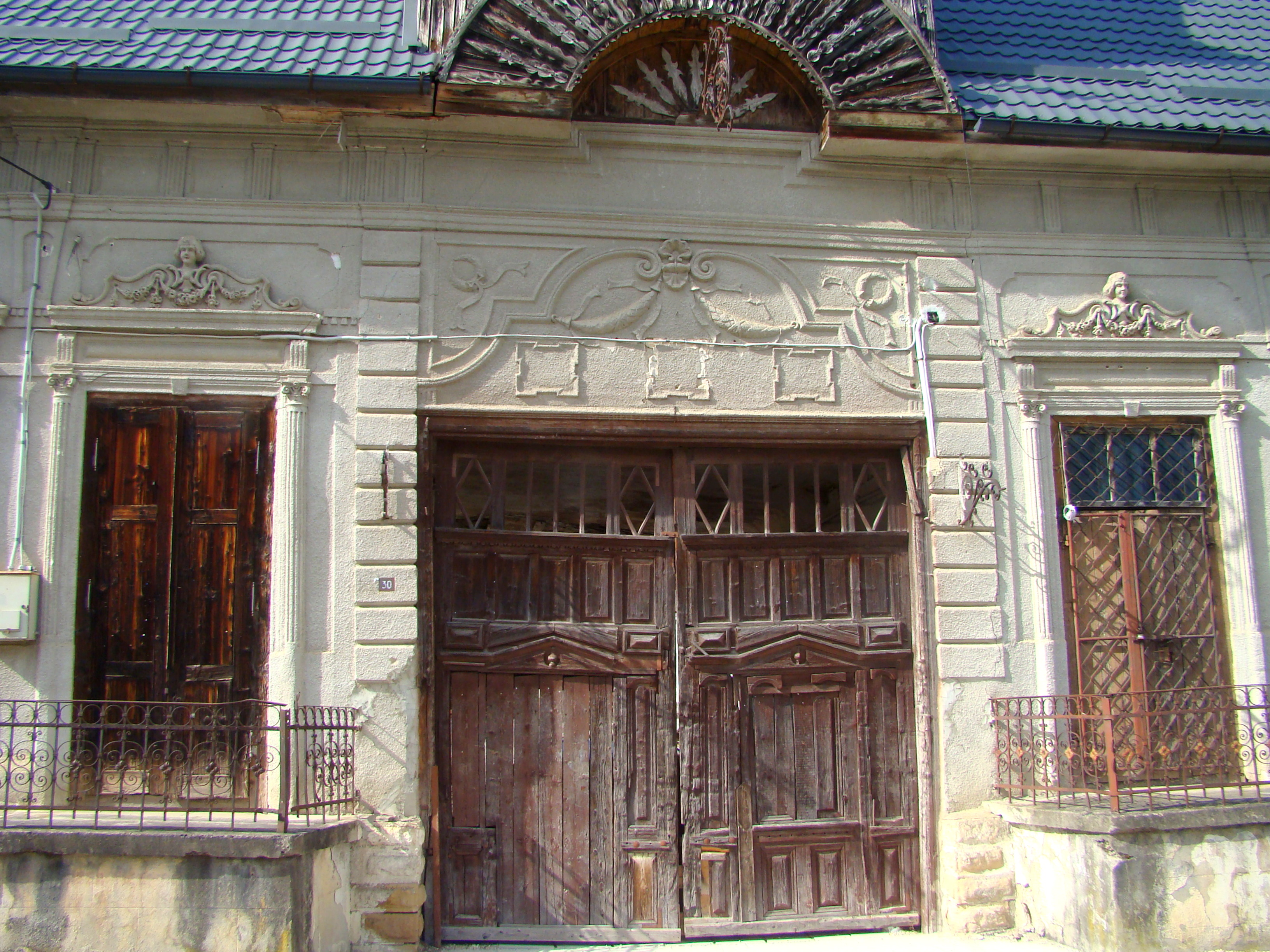
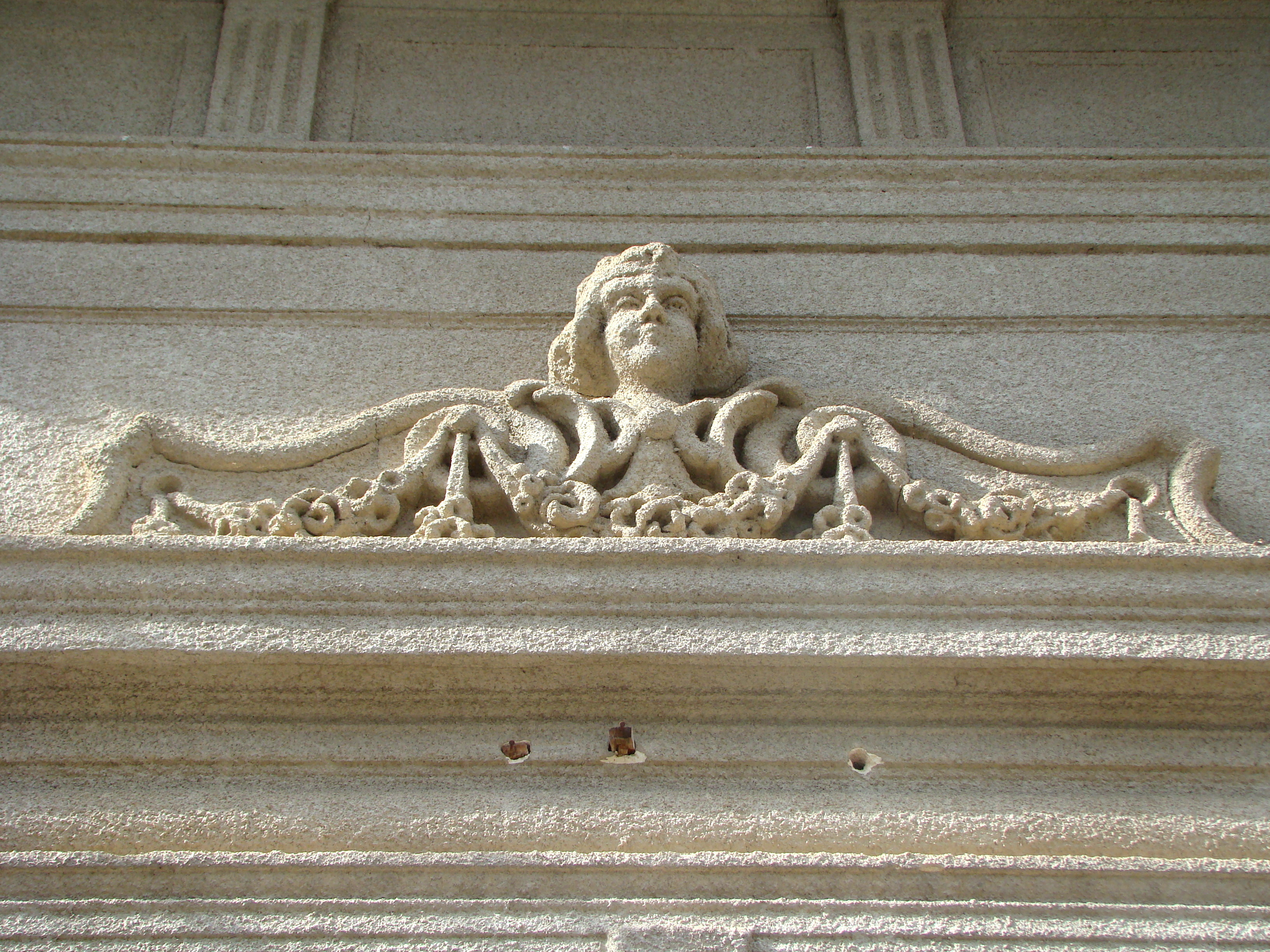
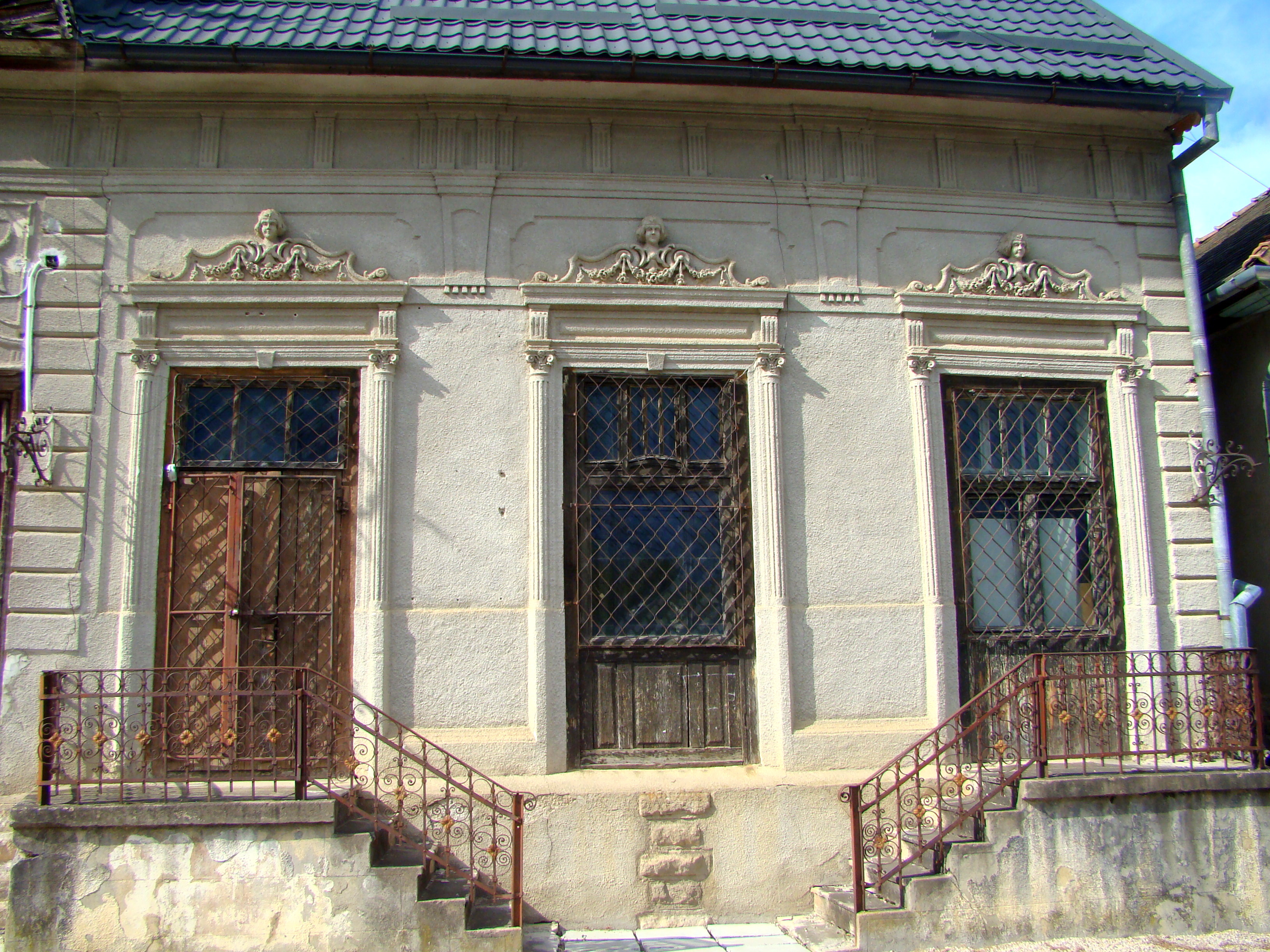
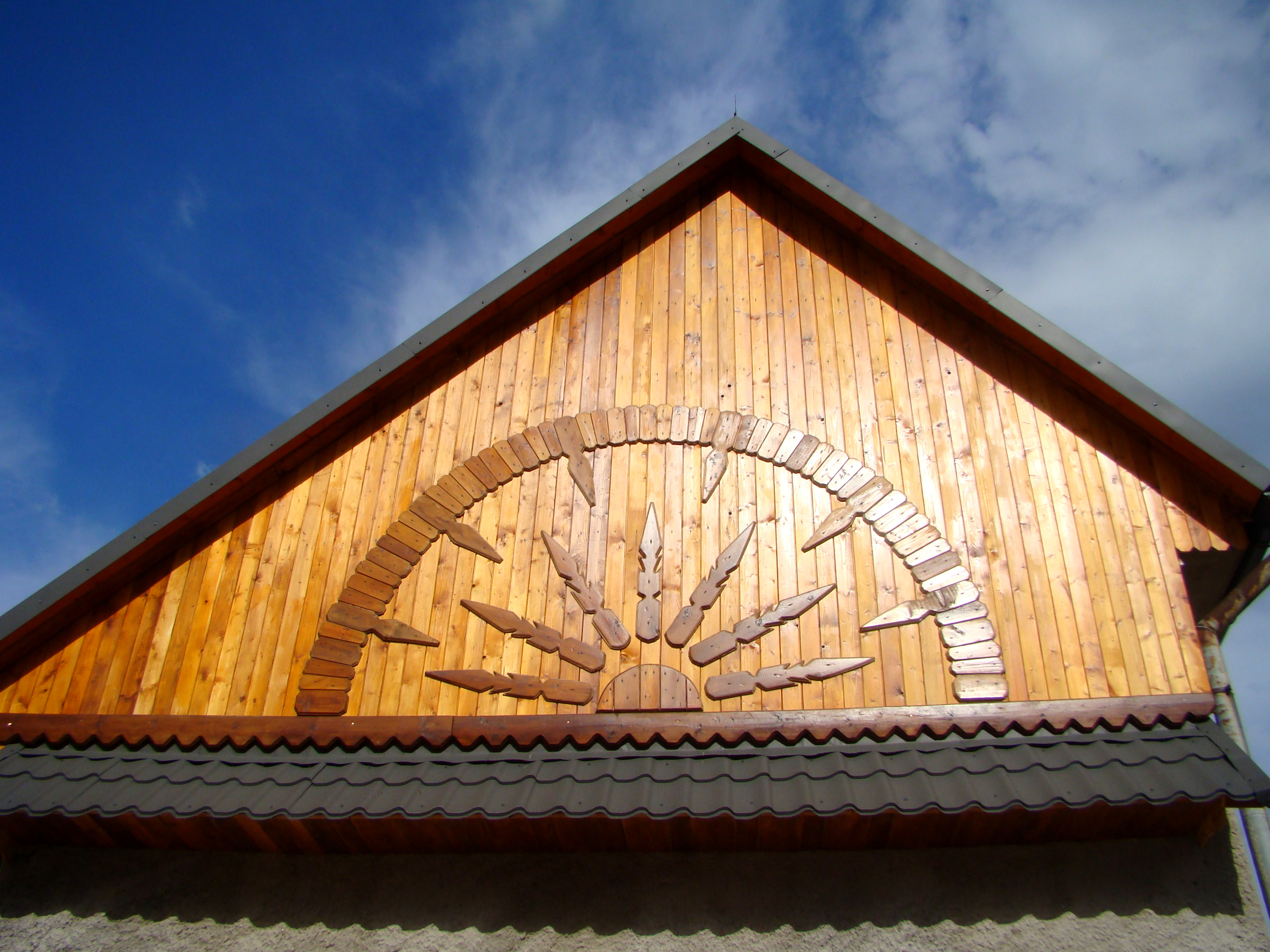